# TopLink

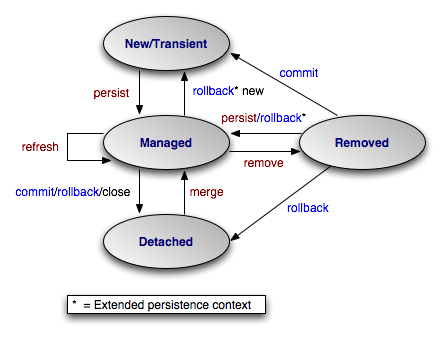
TopLink est vraiment comme son nom l informatique de programmation et de stockage de données Java.

TopLink est un framework de mapping objet-relationnel pour le développement Java.
Il fournit une plateforme puissante et flexible permettant de stocker des objets Java dans une base de données relationnelle et/ou de les convertir en documents XML.
TopLink Essentials est la version open source du produit d'Oracle.

## Histoire
En 2002, Oracle rachète TopLink à la société WebGain.
En 2006, Oracle donne le code source de TopLink au projet GlassFish de Sun Microsystems.
Au mois de mars 2008, Sun Microsystems fait succéder EclipseLink à TopLink comme implémentation de référence de la JPA 2.0.